# El misteri de Ginostra
El misteri de Ginostra (títol original: Ginostra) és una pel·lícula franco-italo-estatunidenca dirigida per Manuel Pradal, estrenada l'any 2002. Ha estat doblada al català.

## Argument
Matt Benson és un investigador de l'FBI que porta una investigació sobre l'illa de Ginostra, dominada pel seu volcà amenaçant i en col·laboració amb la policia italiana sobre un afer de revenja entre mafiosos locals. Una família ha estat executada i només el jove Ettore, d'onze anys, s'ha escapat i vol venjar-se. Benson acull el noi a la casa que lloga en companyia de la seva dona a l'illa amb la finalitat d'obtenir informacions del nen. Però foscos enllaços lliguen el policia americà amb altres habitants de l'illa i les motivacions d'uns i altres, així com les de la policia italiana impotent davant la màfia no són fàcils de comprendre.

## Repartiment
- Harvey Keitel: Matt Benson
- Andie MacDowell: Jessie
- Francesca Neri: Elena Gigli
- Stefano Dionisi: Giovanni Gigli
- Harry Dean Stanton: Del Piero
- Mattia De Martino: Ettore Greco
- Asia Argento: la religiosa
- Maurizio Nicolosi: Manzella
- Angela Goodwin: la mare superior
- Luigi Maria Burruano: l'oncle d'Ettore
- Veronica Lazăr: Suzanna Del Piero
- Mirella Mezzeranghi: Paola
- Tony Palazzo: Stefano Greco
- Violante Placido: la infermera
- Danielle Marie Valenti: Tina

## Al voltant de la pel·lícula
Ginostra és en realitat el nom d'un poble al Sud-Oest de l'illa de Stromboli on només s'hi pot arribar per un difícil caminoi des del cim, o per mar; a l'hivern no hi resideix més que una desena d'habitants. Ginostra s'enorgulleix del títol de porto piu piccolo de Italia (més petit port d'Itàlia). El film en mostra vistes per helicòpter, així com algunes seqüències espectaculars d'erupcions volcàniques que són en realitat de l'Etna el juliol de 2001.